# Prusice
Prusice é um município da Polônia, na voivodia da Baixa Silésia e no condado de Trzebnica. Estende-se por uma área de 10,94 km², com 2 226 habitantes, segundo os censos de 2016, com uma densidade de 203,5 hab/km².